# Dracaena braunii
Dracaena braunii là một loài thực vật có hoa trong họ Măng tây. Loài này được Engl. mô tả khoa học đầu tiên năm 1892.

## Hình ảnh

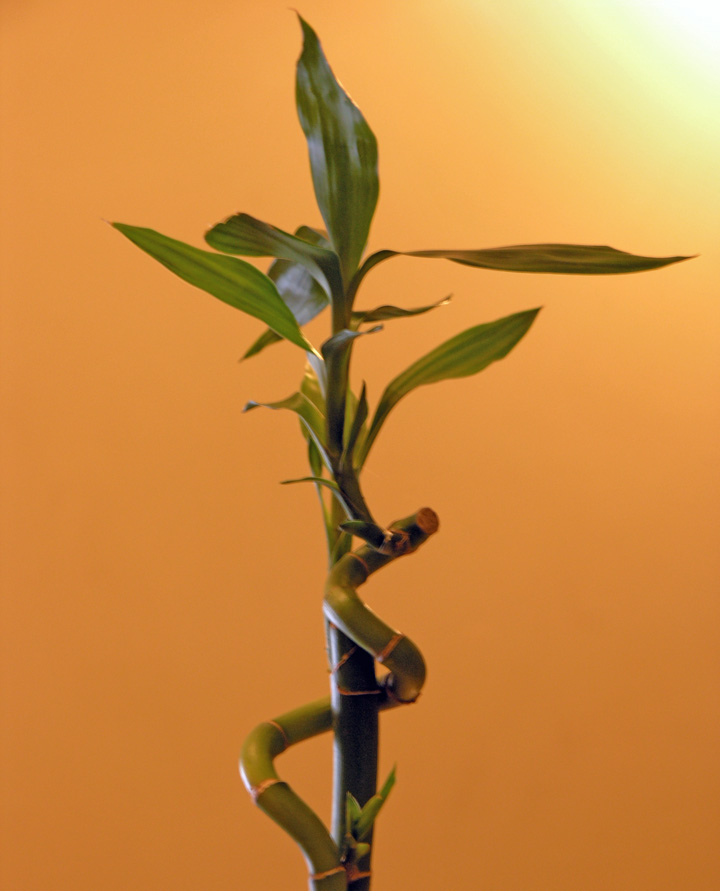
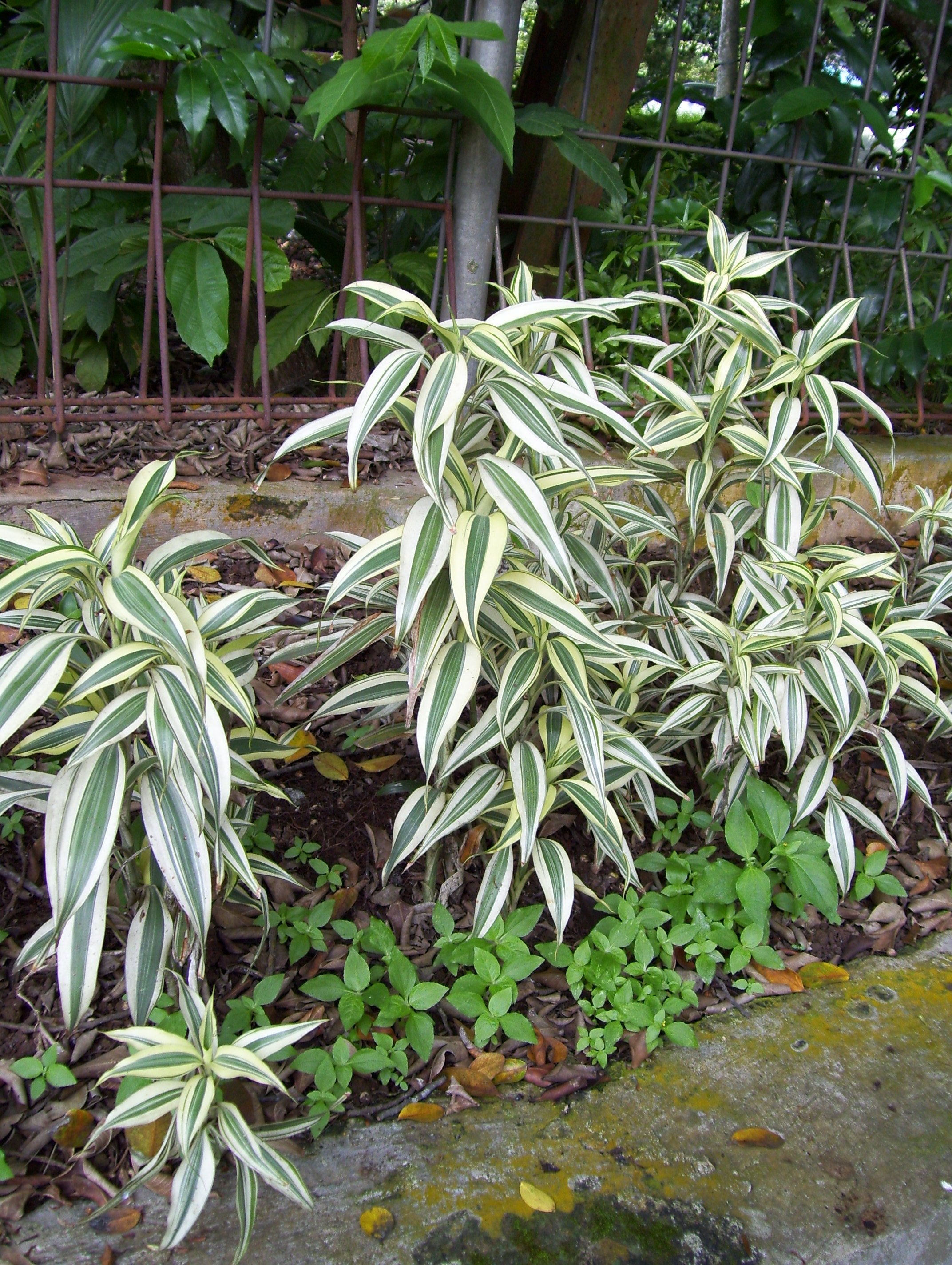
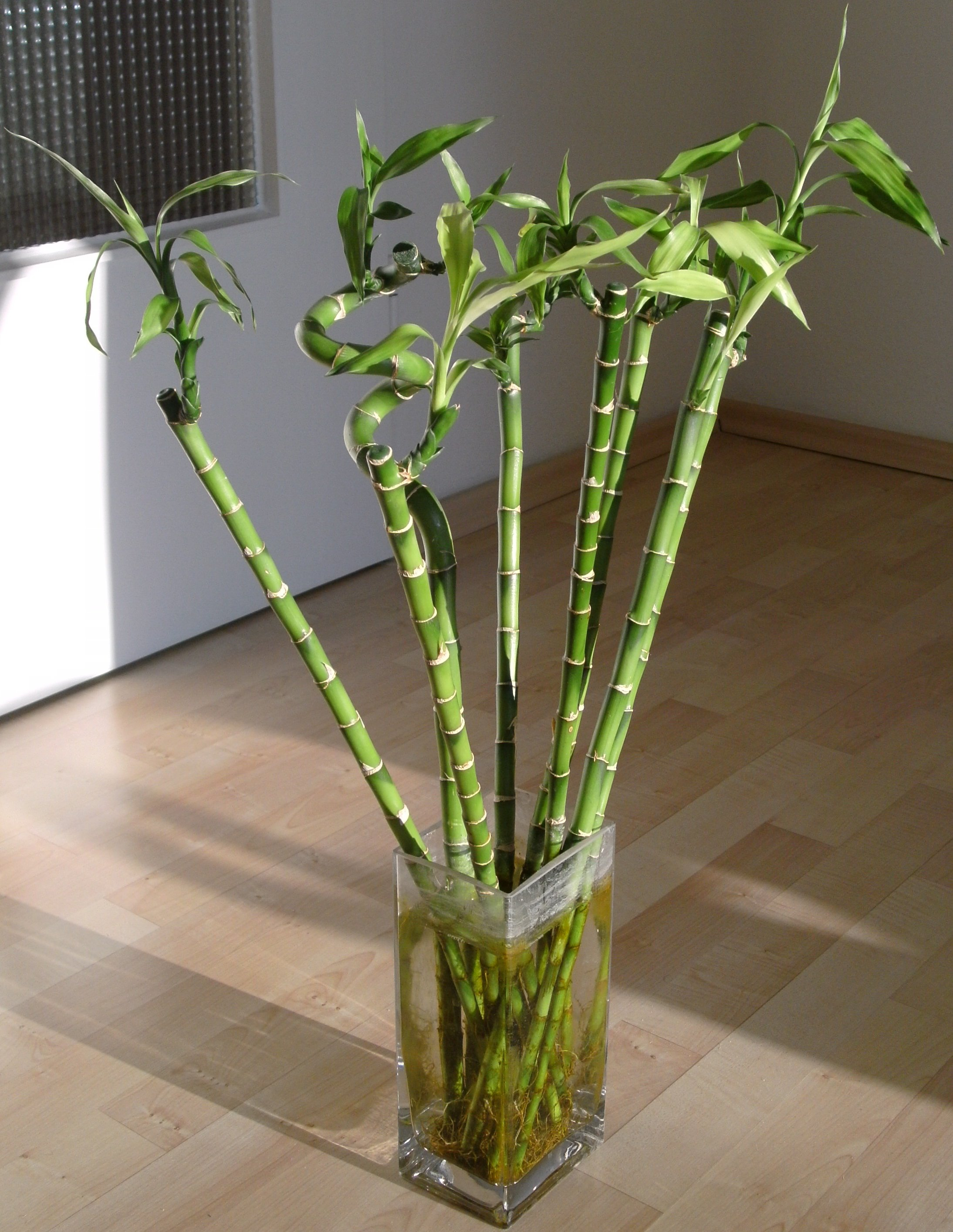

- Tập tin:(indoor)lucky bamboo.jpg